# Oneida (New York)
Oneida város az USA New York államában, Madison megyében. Lakosainak száma 10 329 fő (2020. április 1.).

## Népesség
A település népességének változása:

| 2010 | 11 393 |
| 2020 | 10 329 |